# Nehemiah Mote
Nehemiah Alesana Mote (ur. 21 czerwca 1993 w Campsie) – australijski siatkarz, grający na pozycji środkowego, reprezentant Australii. 

## Sukcesy klubowe
Superpuchar Szwajcarii:
- 2017

Puchar Szwajcarii:
- 2018

Liga szwajcarska:
- 2018

Liga niemiecka:
- 2022[2], 2023[3], 2024[4], 2025[5]
- 2021

Superpuchar Niemiec:
- 2021, 2022[6], 2023[7], 2024[8]

Puchar Niemiec:
- 2023[9], 2024[10], 2025[11]

## Sukcesy reprezentacyjne
Mistrzostwa Azji, Australii i Oceanii:
- 2019